# Бистрица (област София)
Вижте пояснителната страница за други значения на Бистрица.
Бѝстрица е село в район Панчарево на Столичната община в област София-град. Със своите 5237 жители по настоящ адрес то е третото по население село в България към 15 септември 2022 г.

## География
Бистрица е разположена в подножието на Витоша, на 15 километра югоизточно от центъра на столицата, между кв. Симеоново и Панчарево в близост до ул. „Околовръстен път“.  Възникнала преди векове, с годините се превръща в скъпа вилна зона на столицата. От 1998 г. с решение на Столичния общински съвет е обявена за курортна зона, а прилежащите ѝ девет вилни зони са със статут на квартал в рамките на Столичната община, област София-град, определен като жилищна зона лукс, предназначена за ниско строителство в природна среда. Бистрица заема 4% от землището на Столична община.
През Бистрица минават три реки – Янчовска и Стара река, които се сливат и образуват река Бистрица, която пресича изцяло Бистрица и Панчарево и се влива в Искър при Панчаревското езеро на 600 м н.в. Общата ѝ дължина е около 12 км. Допълнително очарование на района придават няколкото изкуствени водоскока в долното течение на реката. Протежението на Калната река от природен парк „Бистришко бранище“ до Бизнес парк Младост служи за граница между Бистрица и Симеоново.
На административната територия на Бистрица се намират монумент „Камбаните“ и новозастроеният Бизнес парк „Камбаните“, вилните зони Бункера (част), Малинова долина – Герена, Шумако, Косанин дол, Зли камък, Манастира, Калфин дол, Бистрица, Беликата, както и много жилищни комплекси от затворен тип. В Бистрица се намира и най-голямата и модерна пречиствателна станция за питейна вода в България – пречиствателна станция „Бистрица“. Над Бистрица минава Рилският водопровод, по трасето на който е изградена туристическа алея. Бистричани я наричат „Канала“, официално е именувана „инж. Иван Иванов“. Много приятен маршрут с прекрасни гледки. Оттук може да се тръгне към Железница или към Симеоново. Може също така да се поеме по някоя от пътеките към х. Алеко или към Черни връх. Над Бистрица е разположен и природен парк „Бистришко бранище“ – един от първите резервати в България, обявен за защитена зона през далечната 1934 г. На изток Бистрица граничи с Панчарево и Кокаляне, а на север и запад със Симеоново, Малинова долина, Бизнес Парк „София“ и Резиденшъл Парк „София“. В непосредствена близост на ул. Бистришко шосе и Околовръстния път се намира магазин ИКЕА.

## История
Бистрица е едно от най-старите селища в полите на Витоша и Софийското поле, както и най-голямото от всички. Възниква като рударско селище в котловината, близо до Горубляне и впоследствие се мести на настоящото си място. Споменава се в османски регистри от средата на XV в. Преданието гласи, че когато Софийското поле било езеро, около него имало само три села – Яна, Бояна и старо село Бистрица. Основателки им били 3 сестри – Бистра, Яна и Бояна. Те били царски дъщери и баща им построил за всяка от тях дворец. Избрал най-личните места. Когато царските дъщери се омъжили, слугите им останали да живеят там и така се зародили селата.

## Население
Численост на населението според преброяванията през годините: 
| \| Година на преброяване \| Численост \| \| --------------------- \| --------- \| \| 1934 \| 2461 \| \| 1946 \| 2638 \| \| 1956 \| 2575 \| \| 1965 \| 3100 \| \| 1975 \| 3468 \| \| 1985 \| 3546 \| \| 1992 \| 3466 \| \| 2001 \| 3729 \| \| 2011 \| 4949 \| \| 2019 \| 5116 \| \| 2021 \| 5945 \| |           |
| Година на преброяване | Численост |
| 1934 | 2461      |
| 1946 | 2638      |
| 1956 | 2575      |
| 1965 | 3100      |
| 1975 | 3468      |
| 1985 | 3546      |
| 1992 | 3466      |
| 2001 | 3729      |
| 2011 | 4949      |
| 2019 | 5116      |
| 2021 | 5945      |

Населението на Бистрица към 1 февруари 2011 г. наброява 4993 души, към 7 септември 2021 г. – 5945 жители, а неофициално надхвърля 10 хиляди души.

## Религия
Църквата „Свети Георги“ е построена в 1883 година и е изписана от дебърските майстори Никола Янев и сина му Соломон Николов.
В местността Мали дол се намира манастир на името на свети Йоаким и Ана. На това място още от IV – V век до покръстването през 865 г. е съществувал молитвен дом, убежище за гонените християни. След IX век, по времето на цар Борис, или най-късно през Златния век на Симеон, тук е построен голям храм. Разрушен е от турците през 1393-96 година. До 1925 там е имало каменен кръст и се е знаело, че мястото е оброчище.
През 1925 г. Бона Велинова от с. Григорево, Елин Пелинско, прекарала нощта на Неделя православна на открито в пост и молитва. На сутринта забила колчета в четирите ъгли на съборената от турците църква и наредила на присъстващите да копаят, докато не открият основите. Казала още, че волята Божия е да се възобнови църквата и да се посвети на светите Йоаким и Ана. Оттогава се отслужва маслосвет на открито на Неделя православна.
От 1939 г. до 1946 г. върху откритите стари основи е построена църква. Строи се обаче с лоши материали и през 1946 г. покривът пада, зидовете се напукват и се налага сградата да бъде вдигната отново. През пролетта на 1947 г. е дадено начало на строежа на съществуващата днес църква. При започване на изкопа е открита каменна плоча, прикриваща вход към гробница. Входът представлява правоъгълна шахта, висок е 104 см и е широк 70 см. Помещението е с каменен цокъл, нагоре е строено с тухли и постепенно засводено. Стените му са дебели 54 см и са измазани отвътре с хоросан. На едната има три ниши, облицовани с тухли. Върху мазилката на източната стена е нарисуван кръст с червена боя, а на западната, точно над входа, има нарисувана котва. В гробницата, положени в дървени ковчези, са намерени мъжки и женски скелет, но единият череп липсва. Гробницата е ограбвана и затова находките са оскъдни – малка глинена лампа, силно повредена медна монета.
Манастирите и черквата (в миналото манастир „Св. Никола“) са част от средновековния комплекс Софийска Света гора, съставен от 14 манастирски обители, плюс скитове, постници и параклиси.

## Обществени институции
- Туристическо дружество „Погледец“ е нестопанска организация, член на Български туристически съюз, която сочи за своя целева група „подрастващо поколение, населяващо Бистрица“ и сред своите приоритети изброява туризма и спорта „като средство за екологично, социално и здравно възпитание на младежите“. Всеки понеделник в кметството се провежда събрание на дружеството.

## Култура
Бистришката четворка е музикален ансамбъл, основан още през 1934 г. към местното читалище. Бистришката четворка е сред първите оркестри за народна музика в България.
През 1949 години в селото е основан фолклорният ансамбъл „Бистрица“, по-късно станал известен като „Бистришките баби“, изпълняващ традиционна местна народна музика. Групата получава международна известност, а през 1978 година получава Европейска награда за народно изкуство на Фондация „Алфред Тьопфер“. Настоящият[ неясно? ] им ръководител е Дина Колева, а жените от състава са: Крема Гьорева, Цветанка Ценкова, Евдокия Батлачка, Гергинка Вайова, Севда Гергова, Анета Галева, Надежда Пашалийска, Галина Танева. През 2005 г. „Бистришките баби“ са включени в списъка на нематериалното културно наследство на човечеството на ЮНЕСКО.

## Личности
- Никола Стефанов Крушкин (Чолака), наричан още „Шопският апостол“ е роден през 1836 г. в Бистрица.
- Богдан Крушкин – (неизв.) – народен певец живял в годините около Освобождението.
- Младен Ангелов Амзин (дедо Денко) – учредител и основен дарител на бистришкото читалище. За целта той купува и ремонтира къща, дарява първите 40 тома книги, и на 9 май 1909 г. читалище „Св. цар Борис“ е тържествено осветено. То е първото в цяла Софийска околия. От 1939 г. Младен Ангелов е негов почетен председател. През 1943 г. дарява 5000 лева за фонд „Нова читалищна сграда“. При гостуване в Бистрица към него се присъединява Джеймс Баучер, кореспондент на лондонския вестник „Таймс“. Новата сграда на читалището е факт от 1968 г.
- Отец Драгомир Янков Котев, автор на „Село Бистрица. Селищна монография“.
- Васил Тодоров един от първите и най-добрите футболисти на Бистрица.
- Стоил Деянов Гергов 5 години Кмет 1979 г. – 1984 г. и 25 години председател на Читалището на село Бистрица от 1952 г. до 1958 г. и от 1967 г. до 1987 г.

## Редовни събития
- Събор на 9 септември (Св. Йоаким и Анна) в местността Мали дол
- Събор на 14 октомври (Петковден) в двора на манастира „Св. Петка“

## Транспорт
Селото се обслужва от 4 автобусни линии на Центъра за градска мобилност, като всички спират в центъра на селото - 69, 70, 98 и 314:
70 и 69, които идват съответно от с. Плана и с. Железница (Царева махала или в.з. Ярема) и се движат до Студентски град и метростанция "Г.М. Димитров".
Автобус 98 - идващ от с. Железница (центъра на селото), който продължава към кв. „Симеоново“ и стига до метростанция „Витоша“ и Зоопарка.
Автобус 314 - експресна линия, която се движи само до центъра на селото и го свързва с метрото в „Младост“ и Бизнес парка в столицата.

## Други
На Бистрица е наречена улица „Бистришко шосе“ в квартал „Симеоново“ в София (Карта).
По-възрастните хора говорят на „шопски“ диалект.
Речник на диалектните думи в Бистрица
- А

арно – добре, хубаво

ако – нищо че

- Б

бай – батко

бреам – кашлям

- В

вардим – пазя

- Д

дека – къде

дзверим се – чудя се

дзидзам – ситня (за хоро)

дзифтар – човек, който не дава, скъперник

- Е

ега – дано

ена – да

- Ж

жуберкам – дъвча, предъвквам

- З

залодо – напразно

- К

кьоше – ъгъл 

коджа – много

- Л

лонджа – годеж

- М

мегдан – площад

маана – недостатък

мачка - котка

- Н

нане – батко

немой – недей

- О

оди – ходи

опинци – цървули

окам – викам

оти – защо

он, она, оно, они – той, тя, то, те

орати – говори

ора – хора

- П

пуганец - мишка

- Р

ромощавец – хрущял

ручам – ям, храня се

- С

стрина – жена на чичото

скокот – гъдел

слог – хълм, могила, височина

- Т

тетка – сестра на майката

трантувам – слугувам

- Ф

фърцам – сърбам

фифоль – петно

- Ц

це (мн.ч. цетища) – куче, много кучета

- Ч

чиним – струвам

- Я